# Thi Hương

Xem bảng danh sách những người thi đỗ Trường Nam Định, khoa Đinh dậu 1897.

Thi Hương là một khoa thi liên tỉnh, theo lệ 3 năm tổ chức 1 lần về nho học do triều đình phong kiến tổ chức để tuyển chọn người có tài, học rộng và bổ nhiệm làm quan. Sau khi đỗ Cống sĩ thì năm sau mới được dự thi kỳ thi cao cấp hơn là thi Hội, và nếu đậu thi Hội sẽ vào xếp hạng Tiến sĩ khi thi Đình.
Thi Hương được tổ chức tại các trường thi, nhiều tỉnh thi chung 1 trường, chẳng hạn khoa thi năm 1813 tại trường Quảng Đức có 8 tỉnh-chỉ lấy đỗ 9 người. Kỳ thi Hương gồm có 4 kỳ: Sĩ tử nào đậu kỳ Đệ Nhất sẽ được vào thi kỳ Đệ  Nhị, đậu kỳ Đệ Nhị sẽ được vào thi Kỳ  Đệ tam.... cho đến hết kỳ Đệ Tứ. Chấm thi kỳ Đệ Tứ xong, các quan Giám Khảo sẽ xếp  thứ tự từ cao xuống thấp. Sĩ tử đậu kỳ thi Hương (đậu 4 kỳ hay đậu tứ trường) sẽ phân thành 2 hạng: Cử nhân và Tú Tài.
Do con số tốt nghiệp là do Triều Đình quy định hạn chế trước cho mỗi Trường Thi. Thông thường thì: 1 Cử nhân lấy 3 Tú tài. Quan trường chỉ có việc lấy đủ số do Triều Đình ấn định. Vì vậy mới có "danh xưng" "Cử nhân giật số" và người "giáp Tú Tài chót", trượt luôn...Đời Nhà Lê, thì sinh đậu kỳ thi Hương còn gọi là  "Hương Cống". Sĩ tử đậu Tú Tài còn được gọi là "Sinh Đồ" trong thời Nhà Lê, còn sau này thời nhà Nguyễn về sau đều gọi là Cử nhân cả.
Chỉ có những Cử nhân mới được tham dự tiếp thi Hội. Các sĩ tử đi thi Hội ở Kinh đô sẽ được gọi là Cống sinh hay Cống sĩ.
Ý nghĩa của các danh xưng: Cử nhân là tiến cử người tài,dâng người tài. Cống sĩ là kẻ sĩ được tiến cử.

## Việt Nam

Chòi canh, trường Nam Định, thi Hương khoa Đinh Dậu 1897

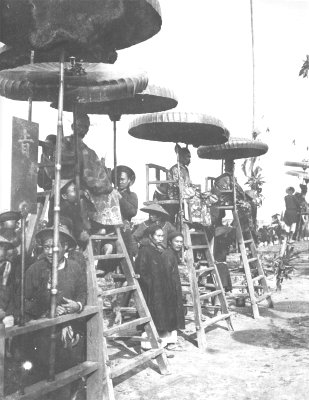
Lễ Xướng danh cử nhân khoa Đinh Dậu (1897) trường Nam Định.

### Thể lệ
Một người thường dân muốn dự thi Hương phải qua hai điều kiện (gọi là Khảo hạch): 
1. Phải có đạo đức tốt và lý lịch trong sạch. Bản khai lý lịch này phải được xã trưởng và quan địa phương xác nhận.
2. Phải có trình độ học lực: trình độ học lực lúc đầu được kiểm tra bằng một đợt thi liền với khoa thi Hương nhưng không tính vào nội dung thi Hương. Đây là kỳ thi ám tả cổ văn, tức là kỳ thi sát hạch khả năng ghi nhớ bằng cách chép lại Tứ thư và Ngũ kinh;[2] ai đỗ kỳ này mới được vào thi Hương. Vì đây là kỳ thi sát hạch, không phải là khoa thi chính, nên đỗ kỳ này chẳng có học vị gì, cả tỉnh cùng dự thi, ai đỗ kỳ này cũng đã vinh dự lắm, nhất là đỗ nhất . Người đỗ đầu cả xứ được tặng danh hiệu "đầu xứ" (về sau đỗ đầu tỉnh cũng được gọi là đầu xứ) gọi tắt là "ông xứ" như: xứ Nhu (Nguyễn Khắc Nhu), xứ Tố (Ngô Tất Tố). Cả hai ông xứ chỉ đỗ đầu xứ thôi, chẳng có học vị gì, nhưng thật là một nhà Nho uyên thâm.[3]

Dưới thời nhà Nguyễn thì tôn sinh (con cháu trong hoàng tộc), ấm sinh (con các quan), và tú tài thì không phải qua phần khảo hạch. Những người qua được khảo hạch thì gọi là khóa sinh. Khóa sinh sẽ thành thí sinh khi chứng thức đi thi.
Theo quy định từ năm 1434, thi Hương tương tự như thi Hội cũng có 4 kỳ hay còn gọi là 4 trường. 
- Kỳ I thi kinh nghĩa, thư nghĩa: giải thích ý nghĩa trong câu lấy từ Tứ thư, Ngũ kinh. Bài thi phải viết theo lối biền văn - tức là có đối mà không cần vần, phần thi này nhằm kiểm tra khả năng hiểu biết kinh truyện của sĩ tử;
- Kỳ II thi chiếu, chế, biểu: chiếu - lời vua nói, chế - vua phong thưởng cho công thần, biểu - bài văn thần dân tạ ơn vua hoặc chúc mừng vua nhân dịp ngày lễ. Sĩ tử phải biết lựa từng hoàn cảnh, từng đối tượng mà dùng giọng văn cho thích hợp. Đây là bài thi kiểm tra khả năng soạn văn bản làm quan sau này;
- Kỳ III thi thơ phú: các bài thi được làm theo thể thất ngôn bát cú, phần thi này kiểm tra khả năng làm thơ của sĩ tử bởi đây là một trong những sinh hoạt quan trọng của tầng lớp trí thức;
- Kỳ IV thi văn sách: là bài văn trả lời câu hỏi về một vấn đề của đề bài. Phần thi nằm kiểm tra khả năng biện bác, bàn luận vấn đề lịch sử và hiện tại của sĩ tử.

Tùy từng triều đại mà nội dung thi có thể quy định và sắp xếp thứ tự khác nhau. Dưới triều Hồ, thí sinh phải thi thêm kỳ 5 gồm môn ám tả (chính tả) và môn toán. Năm 1855, nhà Nguyễn quy định thi Hương có 3 kỳ và một kỳ phúc hạch bằng thơ phú. Những ai đỗ ở trường nhất mới được thi trường hai, rồi trường ba, trường bốn.

#### Cải cách vào thế kỷ 20
Dưới nền Bảo hộ của Pháp thì việc thi Hương có phần thay đổi. Kể từ khoa Kỷ Dậu 1909 thì nội dung là:
1. Trường nhất: năm đạo văn sách
2. Trường nhì: thi, phú
3. Trường ba: hai bài luận chữ Quốc ngữ

Đó là năm đầu tiên chữ Quốc ngữ được dùng trong khoa cử.
Khoa Nhâm Tý 1912 thì lại đổi nữa, bỏ thi, phú. Nội dung là:
1. Trường nhất: năm đạo văn sách
2. Trường nhì: hai bài luận chữ Hán
3. Trường ba: hai bài luận chữ Quốc ngữ
4. Trường phúc hạch: một bài văn sách, một bài luận Hán văn, và một bài luận Quốc ngữ.[5]

#### Chấm điểm
Quan trường chấm bài thi thì xếp các thí sinh theo hạng ưu (hạng nhất), bình (hạng nhì), thứ (đủ để đỗ), và liệt (rớt). Đến năm Kỷ Dậu 1909 thì dùng thang 20 điểm. Từ 10 điểm trở lên là đỗ.

### Trường thi
Hội đồng thi và chấm thi của khoa thi Hương bao gồm các khoa sau:
- Đề Điệu: Chánh chủ khảo;
- Giám Thí: Phó chủ khảo;
- Đồng khảo thí: Chấm sơ khảo;
- Khảo thí: Chấm phúc khảo;
- Đằng Lục: Làm nhiệm vụ rọc phách, niêm phong;
- Di Phong: Thu nhận quyển thi của thí sinh;
- Đối độc: Đọc lại bài của Đằng Lục chép để đối chiếu với bài của thí sinh cho chính xác.

Trường thi Hương một khu đất rộng được chia làm 4 khu vực (hay còn gọi là 4 vi): Giáp, Ất, Tả, Hữu cắt theo hình chữ thập 十. Ở giữa là Thập đạo có chòi canh để quan trường giám sát thí sinh ngồi thi. Ở hai bên trái, phải có hai chòi để quan giám sát cả thí sinh lẫn quan trường. Mỗi cửa đốt hai cây đuốc lớn (gọi là đình liệu) chiếu sáng rực cả trường thi. Xung quanh trường thi được rào hai lần: một phên kín, một phên thưa đắp tường hào, cài chông, có cả đội lính gác canh giữ.

### Trình tự thi
Khoảng 20 ngày trước khi thi, thí sinh phải nộp 3 tập giấy bản mới: trang đầu ghi lý lịch, địa chỉ, nghề nghiệp của bản thân và thế hệ trước cho Hội đồng thi (còn gọi là nộp tuyển). Hai ngày trước khi thi thí sinh đến trường xem số báo danh để biết vị trí ngồi và cửa vào. Từ nửa đêm hôm trước ngày thi, mỗi thí sinh vác một bộ lều chõng, cổ đeo ống quyển, dầu (để thắp đèn), nước, vai mang tráp đựng thức ăn, thức uống, đồ dùng trực sẵn ở cửa trường thi. Sau 3 hồi trống, các quan vào vị trí đã định, lại phòng (giám thị) xướng danh nhận quyển cho thí sinh vào trường. Thí sinh tìm chỗ chọn phần đất rồi tự đóng lều, dựng chõng, mài mực đợi đề thi. Khi trời sáng rõ thì đầu bài được phát, đến trưa họ nộp quyển vào nhà Thập đạo lấy dấu nhật trung và đến tối nộp lại quyển cho lại phòng đóng dấu của Hội đồng thi. Làm bài xong thí sinh ra ngoài trường thi bằng cửa trước.

### Xếp hạng
Thi Hương gồm hai hạng:

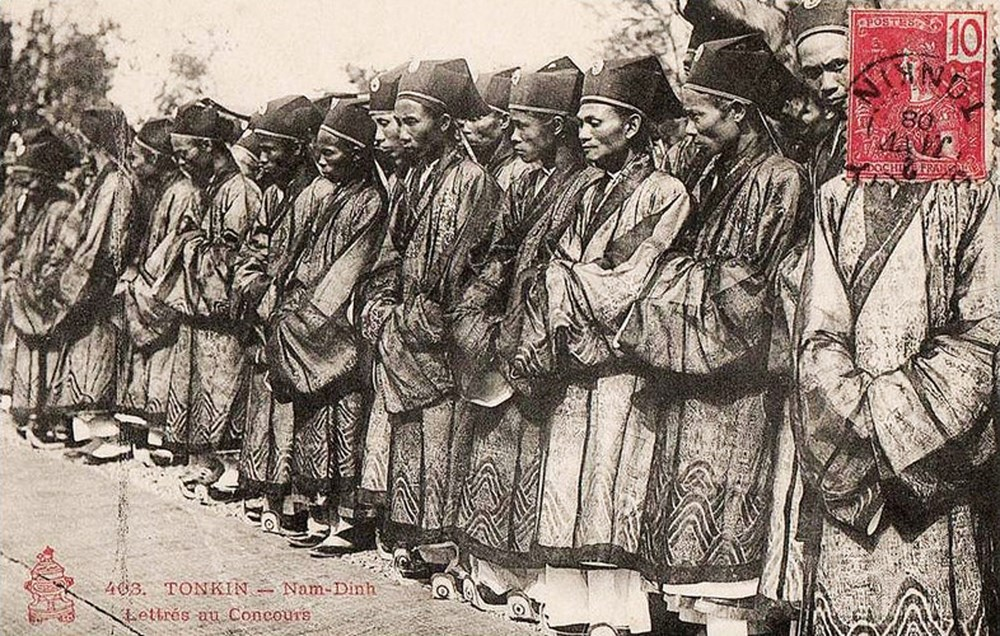
Các quan tân khoa được vua ban áo mũ vào chầu quan tỉnh tạ ơn

- Qua được 3 kỳ đầu (hay còn gọi là ba trường) thì đỗ cấp Tú tài (tức Sinh đồ, dân gian gọi là ông Đồ, ông Tú).
- Qua được cả bốn kỳ thì đỗ cấp cử nhân (tức Hương cống - ông Cống, ông Cử)

Đỗ tú tài thì không được triều đình bổ dụng nhưng đối với trong làng, trong tổng thì địa vị đương sự thăng từ hạng thường dân lên hạng chức sắc, có chân trong hội đồng kỳ mục, được miễn sưu dịch, và khi có cỗ bàn trong đình thì được ngồi chiếu trên. Đỗ tứ trường (Cống sĩ) thì ngoài việc được phép dự thi Hội, còn được bổ nhiệm làm quan trong những ngạch thuộc cửu phẩm, được vua ban áo mũ và làng xã phải phục dịch đón tiếp vinh quy.

### Lệ vinh quy

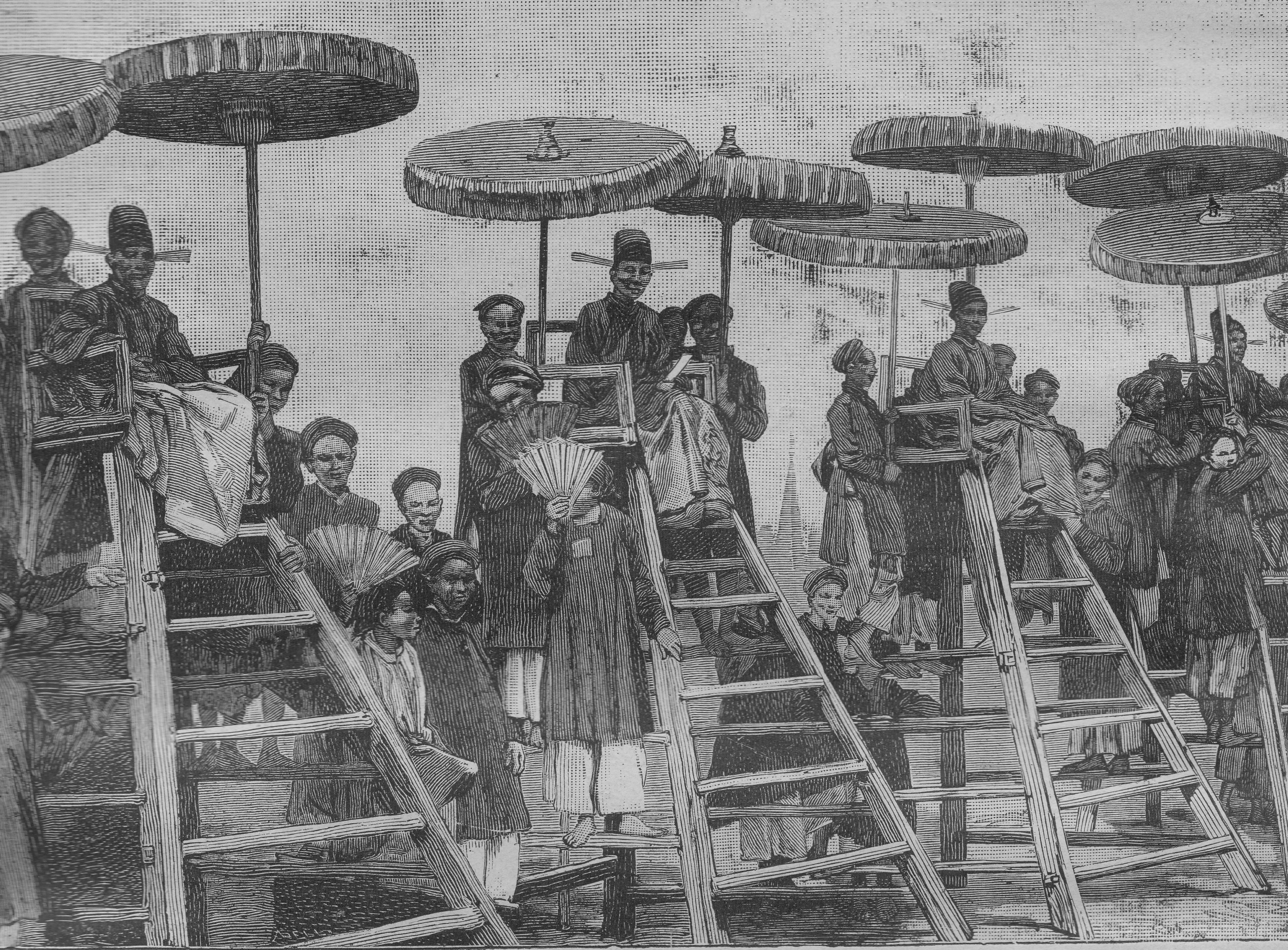
Lễ xướng danh trường thi Nam Định năm Mậu Tý 1888 cho các thí sinh trúng tuyển làm cử nhân

Từ triều Lê Thánh Tông năm 1481 đã đặt ra lệ xướng danh và vinh quy cho các tân khoa hương cống. Tân khoa ra nhận áo, mũ, và hia hay giày vân hài của nhà vua ban rồi tên thì đem yết ở bảng bằng gỗ vẽ hình hổ. Áo là một loại áo rộng, có hai lớp vải. Lớp trong màu trắng, ngoài là the màu đen. Ngoài ra quan tân khoa cũng được ban hốt. Sau đó họ lần lượt ra lễ tạ vua cùng các quan hàng tỉnh và quan trường. Các tân khoa ở Huế vào đầu thế kỷ 20 thì đến Bộ Học lạy. Hôm sau vào điện Thái Hòa bái mạng, tức là lạy vua, tuy thật ra vua không có mặt nên chỉ là vọng bái. Sau đó thì vào Đại Nội ăn yến, tức cỗ bàn gọi là ơn vua. Các vị sinh đồ (tú tài) thì không có áo mũ, cũng không có xướng danh. Tên thì yết ở tấm bảng tre nhưng vẫn là một vinh dự lớn.
Phần lễ nghi xong thì các vị tân khoa sửa soạn về quê quán nhưng có sức về phủ, huyện, xã để sửa soạn đón rước gọi là đám rước "vinh quy bái tổ". Sinh đồ thì hàng xã đón. Hương cống thì hàng tổng trở lên phải cung phụng linh đình, xem như một vinh dự chung của cả làng. Gia đình quan thì cũng phải bỏ tiền làm cỗ rất tốn kém để tiếp đón thân thuộc cùng các quan chức và ân nhân. Có nơi còn dựng rạp và mướn gánh hát tuồng về diễn mua vui. Khách đến mừng thì tặng câu đối.

### Thi hương qua các triều đại

#### Nhà Nguyễn
Khi vua Nguyễn Thế Tổ thống nhất đất nước, tổ chức lại việc thi cử thì cũng cho mở khoa thi hương. Khoa thi đầu tiên thời nhà Nguyễn tổ chức năm Đinh mão 1807 nhưng chỉ có ở Nghệ An, Thanh Hóa và Bắc Thành. Từ Quảng Bình trở vào nam không có ai ứng thí. Mãi đến năm Quý dậu 1813 mới có khoa thi hương đầu tiên ở Huế và Gia Định.

### Khoa cử cáo chung
Sang thời Pháp thuộc, chính quyền Bảo hộ dần loại bỏ việc học chữ Nho. Ở Nam Kỳ ngay từ năm 1878 thì chữ Quốc ngữ đã thành văn tự chính thức. Sang thế kỷ 20 Bắc Kỳ mở khoa thi Hương cuối cùng năm 1915, còn khoa thi Hương cuối cùng ở Trung Kỳ là năm 1918. Kỳ thi Hội cuối cùng là vào năm 1919. Triều đình Huế từ đó không dùng khoa cử làm cách tuyển chọn nhân sự nữa.
Khoa thi Hương năm Quý Mão 1903 có hơn 10.000 sĩ tử dự thí. Đến năm Bính Ngọ triều Thành Thái 1906 thì hơn sáu nghìn khóa sinh dự thí ở Nam Định. Đến năm Nhâm Tý triều Duy Tân 1912 thì chỉ còn 1.330 người đi thi, phản ảnh sự tàn lụi của Nho học ở Việt Nam, và theo đó khoa cử cũng chấm dứt.

## Trung Quốc
Thời kỳ Đường-Tống gọi là "hương cống", "giải thí". Đến thời Minh-Thanh cho tổ chức tại các tỉnh. Cứ mỗi chu kỳ 3 năm lại tổ chức một lần, vào tháng 8 âm lịch các năm Tí, Ngọ, Mão, Dậu nên còn gọi là "thu vi", là chính khoa. Gặp khi tân quân (vua mới) lên ngôi, mừng thọ, thì có thể thêm một khoa thi nữa gọi là ân khoa. Đến khi thi, triều đình cử chánh phó chủ khảo quan để chủ trì kỳ thi của các sĩ tử, bao gồm thi Tứ Thư, Ngũ Kinh, hỏi về văn sách v.v. Tuy nhiên, nội dung của các kỳ thi này là không thống nhất giữa các thời kỳ. 
Nơi diễn ra thi Hương gọi là cống viện. Kỳ thi này diễn ra 3 lần (tam trường), mỗi lần 3 ngày.

### Đối tượng dự thi
Thi Hương do chủ khảo quan chủ trì, tất cả các loại sinh viên, cống sinh, giám sinh đều được phép dự thi. Tuy nhiên, những hạng người sau không được dự thi, bao gồm các quan lại, nghệ nhân đường phố, người làm nghề ca kỹ, người cha mẹ mất chưa được 3 năm.